# A-League 2017/18
Die A-League 2017/18 war die 13. Spielzeit der höchsten australischen Fußballliga seit ihrer Gründung im Jahr 2005. Die reguläre Saison begann am 6. Oktober 2017 und endete am 15. April 2018. Im Anschluss fand die Finalrunde statt. Titelverteidiger war der Sydney FC.

## Modus
Die Vereine spielten zunächst ein Dreirundenturnier aus, womit sich insgesamt 27 Spiele pro Mannschaft ergaben. Es wurde nach der 3-Punkte-Regel gespielt (drei Punkte pro Sieg, ein Punkt pro Unentschieden). Die Tabelle wurde nach den folgenden Kriterien bestimmt:
1. Anzahl der erzielten Punkte
2. Tordifferenz aus allen Spielen
3. Anzahl Tore in allen Spielen
4. Anzahl der erzielten Punkte im direkten Vergleich
5. Tordifferenz im direkten Vergleich

Am Ende der regulären Saison qualifizierten sich die beiden punktbesten Mannschaften direkt für das Halbfinale der Finalrunde. Ihre beiden Gegner wurden im Viertelfinale zwischen dem Tabellendritten bis -sechsten ermittelt. Die bessere Mannschaft der regulären Saison wurde in beiden Runden jeweils gegen die schlechteste Mannschaft gesetzt. Sieger des Grand Final war australischer Meister.
Die beste Mannschaft der regulären Saison, die auch als Premiershipsieger bezeichnet wird und der Sieger des Grand Final qualifizierten sich für die Gruppenphase der AFC Champions League 2019. Der Zweitplatzierte der regulären Saison beginnt in der zweiten Qualifikationsrunde der Champions League. Wenn im Grand Final die beiden Tabellenbesten aufeinandertreffen wären, wäre der Ligazweite in die Gruppenphase aufgerückt und der -dritte hätte den Platz in der Qualifikationsrunde übernommen.
Einen Abstieg in die zweitklassige National Premier Leagues gab es nicht.

## Teilnehmer
| Verein                   | Beheimatet in, Bundesstaat | Jahre in der Liga | Stadion                      | Kapazität     |
| ------------------------ | -------------------------- | ----------------- | ---------------------------- | ------------- |
| Adelaide United          | Adelaide, South Australia  | seit 2005         | Coopers Stadium              | 17.000        |
| Brisbane Roar            | Brisbane, Queensland       | seit 2005         | Suncorp Stadium              | 52.500        |
| Central Coast Mariners   | Gosford, New South Wales   | seit 2005         | Central Coast Stadium        | 20.059        |
| Melbourne City FC        | Melbourne, Victoria        | seit 2010         | AAMI Park                    | 30.500        |
| Melbourne Victory        | Melbourne, Victoria        | seit 2005         | Etihad Stadium AAMI Park     | 53.359 30.050 |
| Newcastle United Jets    | Newcastle, New South Wales | seit 2005         | McDonald Jones Stadium       | 33.000        |
| Perth Glory              | Perth, Western Australia   | seit 2005         | nib Stadium                  | 20.500        |
| Sydney FC                | Sydney, New South Wales    | seit 2005         | Allianz Stadium              | 45.500        |
| Wellington Phoenix       | Wellington, Neuseeland     | seit 2007         | Westpac Stadium              | 36.000        |
| Western Sydney Wanderers | Sydney, New South Wales    | seit 2012         | ANZ Stadium Spotless Stadium | 83.500 24.000 |

## Abschlusstabelle
| Pl. | Verein                   | Sp. | S  | U | N  | Tore    | Diff. | Punkte |
| --- | ------------------------ | --- | -- | - | -- | ------- | ----- | ------ |
| 1.  | Sydney FC (P, M)         | 27  | 20 | 4 | 3  | 064:220 | +42   | 64     |
| 2.  | Newcastle United Jets    | 27  | 15 | 5 | 7  | 057:370 | +20   | 50     |
| 3.  | Melbourne City FC        | 27  | 13 | 4 | 10 | 041:330 | +8    | 43     |
| 4.  | Melbourne Victory        | 27  | 12 | 5 | 10 | 043:370 | +6    | 41     |
| 5.  | Adelaide United          | 27  | 11 | 6 | 10 | 036:380 | −2    | 39     |
| 6.  | Brisbane Roar            | 27  | 10 | 5 | 12 | 033:400 | −7    | 35     |
| 7.  | Western Sydney Wanderers | 27  | 8  | 9 | 10 | 038:470 | −9    | 33     |
| 8.  | Perth Glory              | 27  | 10 | 2 | 15 | 037:500 | −13   | 32     |
| 9.  | Wellington Phoenix       | 27  | 5  | 6 | 16 | 031:550 | −24   | 21     |
| 10. | Central Coast Mariners   | 27  | 4  | 8 | 15 | 028:490 | −21   | 20     |

| Zum Saisonende 2017/18: |
| Teilnahme am Halbfinale der Finalrunde und Teilnahme an der Gruppenphase der AFC Champions League 2019 Teilnahme am Halbfinale der Finalrunde und Teilnahme an der zweiten Qualifikationsrunde zur AFC Champions League 2019 Teilnahme am Viertelfinale der Finalrunde und Teilnahme an der Gruppenphase der AFC Champions League 2019 Teilnahme am Viertelfinale der Finalrunde |

| Zum Saisonende 2016/17: |                                                        |
| (P)                     | Amtierender australischer Premiershipsieger: Sydney FC |
| (M)                     | Amtierender australischer Meister: Sydney FC           |

## Finalrunde

### Viertelfinale
|                                                             |   |                 |           |
| 20. April 2018 um 19:50 Uhr (AEST) in Melbourne (AAMI Park) |   |                 |           |
| Melbourne City FC                                           | – | Brisbane Roar   | 2:0 (0:0) |
| 22. April 2018 um 18:00 Uhr (AEST) in Melbourne (AAMI Park) |   |                 |           |
| Melbourne Victory                                           | – | Adelaide United | 2:1 (0:0) |

### Halbfinale
|                                                                          |   |                   |                      |
| 27. April 2018 um 19:50 Uhr (AEST) in Newcastle (McDonald Jones Stadium) |   |                   |                      |
| Newcastle United Jets                                                    | – | Melbourne City FC | 2:1 (0:1)            |
| 28. April 2018 um 19:50 Uhr (AEST) in Sydney (Allianz Stadium)           |   |                   |                      |
| Sydney FC                                                                | – | Melbourne Victory | 2:3 n. V. (2:2, 1:1) |

### Grand Final
| Newcastle United Jets                                             | Newcastle United Jets | Melbourne Victory | Melbourne Victory |
| ----------------------------------------------------------------- | --- | --- | ----------------- |
| Newcastle United Jets                                             | \| Grand Final \| \| 5. Mai 2018 um 19:50 (AEST) in Newcastle (McDonald Jones Stadium) \| \| Ergebnis: 0:1 (0:1) \| \| Zuschauer: 29.410 \| \| Schiedsrichter: Jarred Gillet \| \| Spielbericht \|                                                                             | \| Grand Final \| \| 5. Mai 2018 um 19:50 (AEST) in Newcastle (McDonald Jones Stadium) \| \| Ergebnis: 0:1 (0:1) \| \| Zuschauer: 29.410 \| \| Schiedsrichter: Jarred Gillet \| \| Spielbericht \|                      | Melbourne Victory |
| Newcastle United Jets                                             | Glen Moss – Daniel Georgievski (74. Patricio Rodríguez), Nigel Boogaard, Nikolai Topor-Stanley, John Koutroumbis – Ronald Vargas (65. Joe Champness), Steven Ugarković, Riley McGree – Jason Hoffman, Roy O’Donovan, Dimitri Petratos Cheftrainer: Ernie Merrick ( Schottland) | Lawrence Thomas – Stefan Nigro (76. Matías Sánchez), James Donachie, Thomas Deng, Leigh Broxham – Carl Valeri, Terry Antonis – Kosta Barbarouses, James Troisi, Leroy George – Besart Berisha Cheftrainer: Kevin Muscat | Melbourne Victory |
| Newcastle United Jets                                             | 0:1 Barbarouses (9.) | | Melbourne Victory |
| Newcastle United Jets                                             | Georgievski (51.), Hoffman (90.+1') | Sánchez (90.+2') | Melbourne Victory |
| Newcastle United Jets                                             | O’Donovan (90.+3') | | Melbourne Victory |
| Grand Final                                                       | | |                   |
| 5. Mai 2018 um 19:50 (AEST) in Newcastle (McDonald Jones Stadium) | | |                   |
| Ergebnis: 0:1 (0:1)                                               | | |                   |
| Zuschauer: 29.410                                                 | | |                   |
| Schiedsrichter: Jarred Gillet                                     | | |                   |
| Spielbericht                                                      | | |                   |

## Statistiken

### Kreuztabelle
Die Kreuztabelle stellt die Ergebnisse aller Spiele der regulären Season dar. Die Heimmannschaft ist in der linken Spalte, die Gastmannschaft in der oberen Zeile aufgelistet.
| Heim- / Gastmannschaft   | AU  | BR  | CM  | MC  | MV  | NJ  | PG  | SY  | WP  | WS  |     | AU  | BR  | CM  | MC  | MV  | NJ  | PG  | SY  | WP  | WS |
| Adelaide United          |     | 1:2 | 1:0 | 0:2 | 2:2 | 1:2 | 2:1 | 0:1 | 3:1 | 2:0 |     |     | 2:2 | 1:1 |     | 5:2 |     | 0:0 |     |     |    |
| Brisbane Roar            | 1:2 |     | 0:0 | 3:1 | 1:2 | 1:2 | 1:2 | 0:3 | 0:0 | 0:2 | 1:0 |     | 1:0 | 1:2 |     | 0:1 | 3:2 |     |     |     |    |
| Central Coast Mariners   | 1:2 | 1:2 |     | 2:2 | 1:1 | 1:5 | 1:0 | 2:0 | 0:0 | 0:2 |     |     |     |     |     | 2:8 |     | 1:2 | 1:0 | 1:2 |    |
| Melbourne City FC        | 5:0 | 2:0 | 1:0 |     | 0:1 | 2:2 | 1:3 | 0:1 | 1:0 | 1:1 |     |     | 1:0 |     | 1:2 |     |     | 0:4 | 2:1 | 3:0 |    |
| Melbourne Victory        | 1:2 | 1:1 | 1:1 | 1:2 |     | 2:1 | 3:2 | 0:1 | 2:1 | 1:1 | 3:0 | 1:2 | 5:2 |     |     |     |     | 1:3 |     | 3:1 |    |
| Newcastle United Jets    | 2:1 | 1:0 | 2:0 | 1:2 | 4:1 |     | 2:2 | 2:1 | 3:0 | 1:1 |     |     |     | 0:3 | 2:0 |     | 0:2 |     | 2:3 | 4:0 |    |
| Perth Glory              | 1:0 | 2:3 | 2:1 | 0:2 | 0:2 | 1:2 |     | 2:3 | 1:0 | 3:1 | 0:3 |     | 3:1 | 2:1 | 1:0 |     |     |     |     |     |    |
| Sydney FC                | 3:0 | 3:1 | 1:1 | 3:1 | 1:0 | 2:1 | 2:0 |     | 3:2 | 2:2 |     | 1:2 |     |     |     | 2:2 | 6:0 |     | 4:0 | 3:1 |    |
| Wellington Phoenix       | 1:1 | 3:3 | 1:4 | 2:1 | 2:3 | 0:1 | 5:2 | 1:4 |     | 1:1 | 0:1 | 2:2 |     |     | 2:1 |     | 2:1 |     |     |     |    |
| Western Sydney Wanderers | 1:1 | 0:2 | 2:2 | 2:1 | 0:3 | 2:2 | 2:1 | 0:5 | 4:0 |     | 2:3 | 3:0 |     |     |     |     | 1:1 |     | 4:1 |     |    |

### Torschützenliste
Bei gleicher Anzahl von Treffern sind die Spieler alphabetisch geordnet.
| Platz                  | Nat        | Spieler             | Mannschaft               | Tore |
| ---------------------- | ---------- | ------------------- | ------------------------ | ---- |
| 01                     | Brasilien  | Bobô                | Sydney FC                | 27   |
| 02                     | Spanien    | Oriol Riera         | Western Sydney Wanderers | 15   |
| 03                     | Schottland | Ross McCormack      | Melbourne City FC        | 14   |
| 04                     | Kosovo     | Besart Berisha      | Melbourne Victory        | 13   |
|                        | Polen      | Adrian Mierzejewski | Sydney FC                | 13   |
| 06                     | Australien | Andrew Nabbout      | Newcastle United Jets    | 10   |
|                        | Australien | Dimitri Petratos    | Newcastle United Jets    | 10   |
| 08                     | Serbien    | Andrija Kaluđerović | Wellington Phoenix       | 09   |
|                        | Italien    | Massimo Maccarone   | Brisbane Roar            | 09   |
|                        | Irland     | Roy O’Donovan       | Newcastle United Jets    | 09   |
|                        | Australien | Dario Vidosic       | Melbourne City FC        | 09   |
| Stand: Ende der Saison |            |                     |                          |      |